# マイ・ライフ (ビリー・ジョエルの曲)
「マイ・ライフ」 (My Life) は、アメリカのシンガーソングライターであるビリー・ジョエルが1978年に発表したアルバム『ニューヨーク52番街』に収録された楽曲である。同年にシングルとしてリリースされ、翌年には全米シングルチャートで3位を記録した。

## 解説
この曲は、ドラムとエレクトリック・ベースから始まり、キーボードのリフが続く。リフは、序奏とコーラスの間や、曲の最後にも使用される。
歌詞の始めの部分については、アメリカのコメディアンであるリチャード・ルイスの言葉が使用されている。
シカゴのメンバーであるピーター・セテラ、ドニー・デイカスがバックコーラスとして参加している。

## シングルとアルバムの差異
シングルとアルバムのバージョンの違いは、以下の通りである。
1. シングルではイントロは要約されている。
2. 間奏部分もシングルでは半分にカットされている。
3. 2回目のブリッジの直前のブレークが、シングルでは削除されている。

## チャート順位
| チャート（1978年/1979年）                                | 最高位 |
| -------------------------------------------------------- | ------ |
| オーストラリア・シングルチャート                         | 6      |
| オーストリア・シングルチャート                           | 11     |
| ドイツ・Top40                                            | 22     |
| アイルランド・シングルチャート                           | 3      |
| 日本・オリコン・シングルチャート                         | 37     |
| ニュージーランド・シングルチャート                       | 6      |
| スペイン・シングルチャート                               | 13     |
| スイス・シングルチャートt                                | 4      |
| 全英シングルチャート                                     | 12     |
| アメリカ合衆国・Billboard Hot 100                        | 3      |
| アメリカ合衆国・ホット・アダルトコンテンポラリ・トラック | 2      |

## 認定
| 国       | 認定     | 日付         | 認定販売数 |
| -------- | -------- | ------------ | ---------- |
| イギリス | シルバー | 1979年2月1日 | 200,000    |